# 萨维特里·黛维
萨维特里·黛维·穆克吉（1905年9月30日—1982年10月22日），本名马克西米亚妮·朱利亚·波尔塔（法語：Maximiani Julia Portas），出生于法国的希腊-意大利裔法西斯主义者、纳粹同情者、间谍。她在印度为轴心国从事针对同盟国的间谍活动，是秘传希特勒主义的早期倡导者。20世纪60年代，她成为新纳粹地下运动的核心人物之一。
萨维特里主张将印度教与纳粹主义融合在一起，宣称阿道夫·希特勒是印度教神祇毗湿奴的一位化身。她将希特勒描绘为人类的牺牲者，认为他的出现将终结最黑暗的世代——争斗时。在她的观念中，这一世界末世时期是由她视为邪恶势力的犹太人所引发的。
她的著作对新纳粹主义和纳粹神秘主义产生了深远影响。她拒斥犹太教和基督教，而是信奉一种泛神论的一元论世界观，认为自然界是由神圣的能量-物质构成的统一宇宙。在新纳粹主义内部，她积极推动神秘学和生态学思想，其思想亦对另类右翼产生了一定影响。她还对智利外交官米格尔·塞拉诺产生了影响。1982年，佛朗哥·弗雷达出版了她的著作《炉中之金》的德文译本，并将其年度评论期刊《展望》（Risguardo，创刊于1980年）的第四卷专门献给萨维特里·黛维，称她为“雅利安异教的传教士”。
战后时期，萨维特里与弗朗索瓦丝·迪奥尔、奥托·斯科尔兹内、约翰·冯·莱斯以及汉斯-乌尔里希·鲁德尔等人有着密切交往。她也是世界民族社会主义者同盟的创始成员之一。

## 早年生活
萨维特里·黛维于1905年出生于法国里昂，原名马克西米利亚妮·朱利亚·波尔塔。她的父亲马克西姆·波尔塔是具有希腊血统的法国公民，母亲朱利亚·波尔塔（本姓纳什）则是意大利裔英国人。马克西米利亚妮·波尔塔出生时早产了两个半月，体重仅有930克，起初并不被看好能活下来。她从小便形成了自己的政治观点。自幼至终生，她都是动物权利的坚定倡导者。她最早的政治倾向与希腊民族主义有关。
波尔塔主修哲学与化学，并在里昂大学获得了两个硕士学位及一项哲学博士学位。随后，她前往希腊旅行，考察了那里的传奇遗迹。在此期间，她接触到了海因里希·谢里曼在安纳托利亚发现卍字符的相关资料。她据此得出结论，古希腊人起源于雅利安人。她的前两本书即为她的博士论文，分别是《对西奥菲勒斯·凯里斯的批判性论文》（Essai-critique sur Théophile Kaïris, Lyon: Maximine Portaz, 1935）以及《数学的简洁性》（La simplicité mathématique, Lyon: Maximine Portaz, 1935）。

### 纳粹主义
1928年初，波尔塔放弃了法国国籍，取得了希腊国籍。1929年大斋期，她随团前往英属巴勒斯坦托管地朝圣，在此过程中，她下定决心称为一名纳粹分子。
1932年，波尔塔前往印度，寻找一个仍存的异教雅利安文化，她认为印度体现了“种族隔离的最佳形式”。她正式皈依印度教，并取名萨维特里·黛维（梵语意为“阳光女神”）。她在印度教传教会担任志愿者，积极反对犹太教和基督教，并撰写了《给印度教徒的警告》，以支持印度教民族主义和印度独立运动，号召人们抵制基督教和伊斯兰教在印度的传播。20世纪30年代，她在印度散发支持轴心国的宣传资料，并从事针对英国势力的情报活动。她声称，在二战期间，她曾协助印度国民军领袖、亲轴心国的苏巴斯·钱德拉·鲍斯与大日本帝国的代表建立联系。

### 二战

萨维特里·黛维，摄于1945年

二战期间，黛维与轴心国的联系使她与母亲发生冲突——她的母亲在德国占领法国期间曾加入法国抵抗运动。1940年，黛维嫁给了阿西特·克里希纳·穆克吉，一位持纳粹观点的孟加拉婆罗门，他是亲德报纸《新水星》的编辑。1941年，黛维将盟军对希腊提供军事支持、对抗意大利和德国的行动解读为对希腊的“入侵”。她与丈夫居住在加尔各答，继续为轴心国从事情报收集工作。两人通过接待盟军人员的方式，与其交流、套取军事情报，并将所获信息传递给日本情报官员。日军随后利用这些情报，对盟军的空军基地和陆军部队发动了攻击。

## 战后纳粹主义活动
二战结束后，1945年末，黛维以“萨维特里·黛维·穆克吉”的身份前往欧洲，此时她持有作为一名英属印度臣民之妻的英属印度护照。她短暂停留于英格兰，随后前往法国看望母亲，两人因母亲曾支持法国抵抗运动尔发生激烈争执。之后，黛维前往冰岛，并于1947年4月5日—6日亲眼目睹了海克拉火山的喷发。她短暂返回英格兰，随后又前往瑞典，并在那里会见了著名探险家、地理学家斯文·赫定。
1948年6月15日，黛维登上了北方快车，从丹麦前往德国。在德国，黛维散发了数千份手写传单，号召“德国的男男女女”要“坚守我们光荣的民族社会主义信仰，奋起抵抗！”她将这段经历记录在其著作《炉中之金》中。该书后来经过重新编辑，并以《炉中之金：战后德国见闻》为题再版，以纪念她的一百周年诞辰。
因为张贴宣传单，她被逮捕，并于1949年4月5日在杜塞尔多夫接受审判，罪名是在盟国管制理事会统治下的德国领土上宣传纳粹思想。她被判处三年监禁。在韦尔监狱服刑期间，她与其他纳粹和党卫军囚犯建立了友谊，这段经历后来被她记录在著作《反抗》中。1949年8月，她被提前释放并驱逐出德国。随后，她返回法国，暂居于里昂。
1953年4月，黛维以婚前姓名申请到了一本希腊护照，以便重新进入德国。在德国期间，她展开了一词她所称的“朝圣之旅”，前往纳粹的“圣地”。她先从雅典飞往罗马，然后乘火车穿越布伦纳山口进入她所谓的“大德意志”，并将其视为“所有具有种族意识的现代雅利安人的精神家园”。在这次旅行中，她探访了多个与阿道夫·希特勒生平及纳粹党历史密切相关的地点，以及一些德国民族主义和异教信仰的纪念地。她在1958年出版的著作《朝圣之旅》中详细记录了这一行程。
萨维特里·黛维与汉斯-乌尔里希·鲁德尔成为朋友，并于1956年3月在鲁德尔的住所完成了她的手稿《雷霆与太阳》。通过鲁德尔的引荐，她得以结识多位在西班牙和中东活动的纳粹流亡者。1957年，她前往埃及拜访约翰·冯·莱斯，并在返回新德里住所之前横穿中东，途中造访了贝鲁特、大马士革、巴格达、德黑兰和扎黑丹等地。1961年，她曾在马德里与奥托·斯科尔兹内同住。
20世纪60年代，萨维特里·黛维在法国任教，暑假期间常与友人一同前往贝希特斯加登度假。1961年春季，她在伦敦度过复活节假期期间，得知了原英国国家党的存在。该组织是在二战后，由少数前不列颠法西斯联盟成员创立并沿用了这个名称（这一原英国国家党很快并入了联盟运动，与今日的英国国家党并无直接关联）。她会见了该党的主席安德鲁·方丹，并开始与科林·乔丹通信，逐渐成为民族社会主义运动的坚定支持者。
1962年，萨维特里·黛维参加了在格洛斯特郡举行的国际纳粹大会，并作为发起签署人之一，参与制定了《科茨沃尔德协议》。该协议标志着世界民族社会主义者同盟的成立。在此次会议上，她结识了乔治·林肯·洛克威尔，并对他印象深刻。洛克威尔成为世界民族社会主义者联盟的领袖后，任命威廉·皮尔斯为其新创刊物《民族社会主义世界》（1966—1968年）的主编。该杂志收起除了刊载乔丹与洛克威尔的文章外，皮尔斯还专门节选的萨维特里的著作《雷霆与太阳》的精简版本，占据了近八十页内容。由于反响热烈，皮尔斯又在后续刊物中连载了《炉中之金》与《反抗》的章节。
1970年退休后，萨维特里·黛维在其密友弗朗索瓦丝·迪奥尔位于诺曼底的家中居住了九个月，期间她致力于撰写自己的回忆录。尽管起初她受到热情欢迎，但她一些恼人的个人习惯逐渐扰乱了牧师住宅的日常生活——例如在整个逗留期间从不洗澡，以及不断咀嚼大蒜等习惯。最终，她认为自己的养老金在印度可以过得更宽裕。在弗朗索瓦丝·迪奥尔的鼓励下，她于1971年6月23日从巴黎飞往孟买。8月，她搬至新德里定居，独自生活，家中养了多只猫，以及至少一条眼镜蛇。
萨维特里·黛维持续与欧洲和美洲的纳粹崇拜者保持通信，尤其是与科林·乔丹、约翰·丁达尔、马赛厄斯·凯尔、米格尔·塞拉诺、埃纳尔·奥贝里和恩斯特·曾德尔等人来往密切。他是第一个向曾德尔宣称纳粹对犹太人的大屠杀并未发生的人。1978年11月，曾德尔为此安排了一系列录音访谈，并于1979年出版了她的著作《雷霆与太阳》的插图新版。

## 动物权利活动
黛维还是一位动物权利活动家，从小就是素食主义者，并在其著作中表达了环境保护主义观点。1959年，她在印度撰写了《人类的控罪》一书，系统阐述了自己对动物权利与自然的看法。在她看来，人类并不高于动物。在她的生态观中，人类只是生态系统的一部分，因此应当尊重所有生命，包括动物以及整个自然界。
黛维在素食主义方面始终持有激进立场，她认为凡是“不尊重自然或动物”的人应当被处以死刑。她还坚信，活体解剖、马戏团、屠宰以及皮草产业等行为，不应存在于一个文明社会中。

## 去世
到20世纪70年代末，黛维患上白内障，视力迅速恶化。此后，一位名叫米利亚姆·伊尔恩（Myriam Hirn）的法国驻印大使馆职员开始照料她，定期前往她家探望。黛维最终决定离开印度，于1981年返回德国，居住在巴伐利亚。1982年，她再次搬回法国。
1982年，萨维特里·黛维在英格兰埃塞克斯郡Sible Hedingham村的一位朋友家中去世，死因被记录为心肌梗死及冠状动脉血栓。当时她正准备应马赛厄斯·凯尔之邀前往美国进行演讲。她的遗体在埃塞克斯的科尔切斯特举行了简朴的火化仪式，参加者包括托尼·威廉姆斯以及两名年轻的英国纳粹分子。她的骨灰被装入刻有铭文的骨灰坛，运往位于美国弗吉尼亚州阿灵顿县的美国纳粹党总部，随后据称由马赛厄斯·凯尔亲自安放在威斯康星州密尔沃基的一个“纳粹荣誉殿堂”内，置于乔治·林肯·洛克威尔的骨灰旁边。

## 著作
| 出版年份 | 撰写年份         | 原文标题 | 中文标题                                                               | ISBN                                 | 摘要 |
| -------- | ---------------- | --- | ---------------------------------------------------------------------- | ------------------------------------ | --- |
| 1935     |                  | Essai critique sur Théophile Kaïris                                                                                 | 《对西奥菲洛斯·凯里斯的批判性论文》                                    |                                      | 第一篇博士论文，研究主题为希腊教育家与哲学家西奥菲勒斯·凯里斯的生平与思想。                                                                                                |
| 1935     |                  | La simplicité mathématique                                                                                          | 《数学的简洁性》                                                       |                                      | 一篇关于数学中“简洁性本质”的500页论文。论文中讨论了莱昂·布兰斯维克的思想，并借鉴了乔治·布尔、戈特洛布·弗雷格、伯特兰·罗素、亨利·庞加莱和阿尔弗雷德·诺思·怀特海的研究成果。 |
| 1940     | 1935–6           | L'Etang aux lotus (The Lotus Pond)                                                                                  | 《莲花池》                                                             |                                      | 对印度的印象。这是一部融合了游记与哲学、文化及政治思考的作品。 |
| 1936     |                  | A Warning to the Hindus                                                                                             | 《给印度教徒的警告》                                                   | 978-81-85002-40-8                    | 本书旨在号召支持印度教民族主义与独立运动，同时鼓动人们抵制基督教与伊斯兰教在印度的传播。                                                                                   |
| 1940     |                  | The Non-Hindu Indians and Indian Unity                                                                              | 《非印度教徒的印度人与印度的统一》                                     |                                      | 主张印度必须摒弃社会偏见与宗教间的仇恨，以实现政治上的团结与国家独立。 |
| 1946     |                  | A Son of God: The Life and Philosophy of Akhnaton, King of Egypt                                                    | 《神之子：埃及法老阿肯那顿的生平与哲学》                               | 0-912057-95-5和0-912057-17-3         | 详述这位埃及一神教国王的生平与思想（西格蒙德·弗洛伊德在《摩西与一神教》中曾推测其即为“摩西”）。                                                                            |
| 1951     |                  | Defiance | 《反抗》                                                               | 0-9746264-6-5                        | 一本自传体作品，记录了她于1949年在战后德国进行宣传活动、被捕、受审以及入狱的全过程。                                                                                       |
| 1952     | 1948–9, 2005再版 | Gold in the Furnace                                                                                                 | 《炉中之金》                                                           | 978-0-906879-52-8和978-0-9746264-4-4 | 战后德国的情况。 |
| 1958     | 1953–9           | Pilgrimage | 《朝圣之旅》                                                           |                                      | 记录她朝圣多个纳粹主义圣地的经历与见闻的作品。 |
| 1958     | 1948–56          | The Lightning and the Sun                                                                                           | 《雷霆与太阳》                                                         | 978-0-937944-14-1(节选)              | 一部将印度哲学中的历史循环观与纳粹主义融合的著作。书中包含成吉思汗、阿肯那顿与阿道夫·希特勒的传记，最著名的论点是将希特勒描绘为印度神祇毗湿奴的化身。                      |
| 1959     | 1945             | The Impeachment of Man                                                                                              | 《人类的控罪》                                                         | 978-0-939482-33-7                    | 动物权利与生态学。 |
| 1965     | 1957–60          | Long-Whiskers and the Two-Legged Goddess, or The True Story of a "Most Objectionable Nazi" and... half-a-dozen Cats | 《长胡子与双足女神，或：一位“极其讨厌的纳粹分子”和……六只猫的真实故事》 |                                      | 一本虚构化的自传体回忆录，讲述她与几只心爱的猫之间的故事。 |
| 1976     | 1968–71          | Souvenirs et reflexions d’une aryenne (Memories and Reflections of an Aryan Woman)                                  | 《一位雅利安女性的回忆与思考》                                         |                                      | 与其说是回忆录，不如说是一系列哲学随笔，是她对自身哲学思想最全面、最系统的阐述。                                                                                           |
| 2005     | 1978             | And Time Rolls on: The Savitri Devi Interviews                                                                      | 《时光流转：萨维特里·黛维访谈录》                                      | 978-0-9746264-3-7                    | 1978年在加尔各答录制的自传性访谈。 |
| 2012     | 1952–53          | Forever and Ever: Devotional Poems                                                                                  | 《永不停息：献诗》                                                     |                                      | 一部献给阿道夫·希特勒的献诗集。 |